# Company of Heroes
Company of Heroes, también llamado CoH, es un videojuego de estrategia en tiempo real. Situado en la Segunda Guerra Mundial, el juego cubre el enfrentamiento entre las tropas alemanas y estadounidenses desde el Día D hasta el final de la guerra. Por su innovador estilo de juego, uso de tácticas esenciales para obtener la victoria e impresionantes gráficos es considerado uno de los mejores juegos de ETR (Estrategia en Tiempo Real) de la historia. Su sistema multijugador influye fuertemente en el juego y asegura muchas más horas de juego, tanto es así, que varios años después Company of Heroes sigue teniendo una buena cantidad de jugadores en línea cada día.
El juego dispone de unidades de tierra, aire y artillería exterior (aunque las de aire no son controladas directamente por el jugador), dispone de mucha diversidad de unidades que van desde carros de combate, armamento pesado, cañones antitanque, artillería autopropulsada, artillería a pie, morteros, semiorugas, vehículos de recuperación y de apoyo, paracaidistas, comandos, y un largo etcétera. Ha sido desarrollado para Microsoft Windows por Relic Entertainment y fue lanzado el 14 de septiembre de 2006 en tiendas, y el 17 de julio de 2007 en la plataforma Steam. El 13 de febrero de 2020 se lanzó una versión del juego para dispositivos iPad, desarrollada por Feral Interactive.
El método de juego es muy similar al anterior juego de Relic, Warhammer 40.000: Dawn of War. Mediante conquista de puntos esparcidos por el mapa, que el jugador deberá tomar y defender ya que le proporcionan los tres recursos básicos: Mano de obra, Combustible y Munición.
El 7 de mayo de 2012 fue anunciado Company of Heroes 2 por parte de THQ. La segunda entrega estará ambientada en el frente oriental poniendo al jugador al mando del ejército rojo contra las tropas invasoras nazis. El juego hará uso de la versión 3.0 del motor Essence.

## Company of Heroes: Tales of Valor
Batalla de Normandía
Lista de misiones
PLAYA DE OMAHA
El 6 de junio de 1944, día D. las órdenes de la compañía Able son despejar Dog White y neutralizar los puntos de apoyo alemanes.
VIERVILLE
El 6 de junio de 1944, los paracaidistas de la compañía Fox deben asegurar una carretera de enlace clave entre la playa de Omaha y el pueblo de Vierville antes del desembarco.
CARENTAN
Situado en una encrucijada entre las playas de Utah y Omaha, Carentan es un objetivo crucial para establecer una decisiva cabeza de playa aliada en Normandía. Las órdenes de la compañía Fox son asegurar Carentan y hacer retroceder a los defensores del eje.
CONTRAATAQUE EN CARENTAN
Después de asegurar Carentan, la compañía Fox debe afrontar un contraataque decidido de los alemanes. Poco antes del atardecer, la parte adelantada de la 17. Las Div. Panzergrenadier de las SS lanzan una ofensiva para recuperar Carentan.
MONTEBOURG
4 días después de Carentan, las compañías Able y Dog deben encargarse de despejar la ruta a Cherboug y defender y convoy de tropas y suministros necesarios para poder llegar a Cherburgo.
CHERBURGO
A la compañía Able se le encomienda liderar el asalto final y mantener intacto el puerto de Cherburgo. Los cañones del USS Texas le apoyan.
SOTTEVAST
La inteligencia aliada ha descubierto una fábrica de producción de cohetes V2. Para acabar con la amenaza, la compañía Fox recibe órdenes de asaltar la instalación. La misión es neutralizar la guarnición de V2 de lugar y destruir los cohetes.
SAINT-FROMOND
La compañía Able se ha desplegado en el sector de Saint-Lô, también conocido como la región de los setos. La primera misión es asegurar la ciudad de Sanit-Formond y establecer una cabeza de puente atravesando el río Vire.
COLINA 192
Entre la compañía Able y la colina 192 hay un laberinto de setos plagados con cañones del 88, Panzers e infantería oculta. Las órdenes de la Able son asegurar la colina 192 antes de avanzar hacia Saint-lô.
SAINT-LÔ
La misión de la compañía Able es eliminar a todos los defensores del Eje del propio Saint-lô. Los alemanes han convertido Saint-lô en una ciudad fortificada y la defenderán con uñas y dientes.
HÉBÉCREVON
En la ofensiva, la compañía Able recibe órdenes de dar caza y destruir los Panther restantes de la División Panzer Lehr.
MONTAIN
La compañía Able ha sido retirada del frente y tiene órdenes de relevar a la compañía Dog en Montain. Las órdenes de la Able son atrincherarse y esperar suministros.
CONTRAATAQUE DE MONTAIN
Tras sobrevivir a la noche y mantener a raya el ataque inicial de la división Panzer, la compañía Able se prepara para un fuerte contraataque en la colina 317.
AUTRY
El 7.° ejército alemán ha comenzado a retirarse de Normandía. Dada la escasez de rutas de escape, los Panzer y Tiger deben mantenerlas abiertas todo el tiempo posible. El capitán Schultz y lo que queda de su Tigergroupen de elite defienden una de esas rutas.
CHAMBOIS
El 19 de agosto, los aliados tienen casi rodeado al 7. ° Ejército alemán. Con las divisiones polacas y canadienses aproximándose desde el norte, la compañía Able puede ayudar a estrechar el lazo alrededor de las divisiones del Eje de Chambois.